# トゥザヴィクトリー
トゥザヴィクトリー（欧字名:To The Victory、1996年2月22日 - 2023年5月14日）は、日本の競走馬、繁殖牝馬。
2001年のエリザベス女王杯（GI）優勝馬である。その他の勝ち鞍に、2000年の阪神牝馬特別（GII）、クイーンステークス（GIII）、府中牝馬ステークス（GIII）。

## 競走馬時代

### 3 - 4歳時（1998年-1999年）
1998年にデビューし、新馬戦を快勝。翌1999年1月の福寿草特別ではスリリングサンデーの2着に敗れる。ちなみにこの競走の3着は、その年の東京優駿（日本ダービー）を2着、菊花賞を優勝したナリタトップロードである。他にもこの競走にはのちの重賞馬であるミッキーダンスが出走していた。
続くつばき賞を勝ち、報知杯4歳牝馬特別を目指すが体調不良で回避。翌週のアネモネステークスに出走するが3着に敗れ、桜花賞への優先出走権を逃す。結局桜花賞には抽選で出走したが、プリモディーネらに差され3着に敗れる。1番人気に推された優駿牝馬（オークス）では先行するも、ゴール直前でウメノファイバーの末脚に屈し2着に敗れる。休み明けのローズステークスは1番人気に推されながら、期待を裏切り4着。秋華賞でも1番人気に推されたが13着と惨敗し、休養を余儀なくされた。

### 5歳時（2000年）
復帰3戦目のクイーンステークスで重賞を初制覇すると、次の府中牝馬ステークスも勝ち、エリザベス女王杯へ出走。2番人気に支持されるもファレノプシスの4着に敗れる。1か月後の阪神牝馬特別で勝って重賞3勝目を挙げた。

### 5 - 6歳時（2001年-2002年）
悲願のGI制覇に向け、陣営はダートに路線変更を決め、2001年のフェブラリーステークスに出走。初のダート挑戦ながらノボトゥルーの3着と好走した。
その後、ドバイ遠征を計画し、ドバイワールドカップ、ドバイデューティーフリー、ゴドルフィンマイルに登録。ドバイワールドカップはウイングアローとレギュラーメンバーが選出され、トゥザヴィクトリーはドバイデューティーフリーに選出された。しかし、ウイングアローが体調不良により辞退したため、トゥザヴィクトリーが出走意思を表明しドバイワールドカップに選出された。
ドバイワールドカップでは世界の強豪を相手に奮闘し、牝馬としてはドバイワールドカップ史上最高着順となる2着で入線し、史上初めてドバイワールドカップで賞金を獲得した牝馬となった。なお、2023年現在もドバイワールドカップにおける牝馬の最高着順記録となっている。
帰国後初戦となるエリザベス女王杯では、長期休み明けもあり歳下の牝馬二冠馬テイエムオーシャンらに人気を許すものの、それまでの先行策から一転、道中は脚をためてゴール寸前で差し切り、混戦を制して遂に悲願のGIタイトルを奪取した。レース後、鞍上の武豊は「ヴィクトリーに勝たせるにはこれしかないという乗り方をした」と語っている。なお、この時に更新したエリザベス女王杯のレコードタイムは2024年にスタニングローズに更新されるまで23年間保持しており、JRA-GⅠのレコード保持期間としては最長のものになっている。次走ジャパンカップでは四位洋文を鞍上に迎えたが、道中で引っかかってしまい14着と大敗した。しかし、続く有馬記念では逃げてマンハッタンカフェの3着に粘り、テイエムオペラオーに先着した唯一の牝馬となった。そして、ドバイでの善戦やエリザベス女王杯での勝利が評価され、この年のJRA賞で最優秀4歳以上牝馬に選ばれ、ようやく5歳にしてJRA賞初受賞となった。
2002年初戦となったフェブラリーステークスは4着、2年連続の出走となったドバイワールドカップでは11着に惨敗。同レースを最後に現役を引退し、繁殖生活に入った。

## 競走成績
| 年月日     | 競馬場       | 競走名               | 格      | 人気 オッズ | 人気 オッズ | 着順 | 距離（馬場）  | タイム （上り3F） | 騎手     | 勝ち馬/（2着馬）       |
| ---------- | ------------ | -------------------- | ------- | ----------- | ----------- | ---- | ------------- | ----------------- | -------- | ---------------------- |
| 1998.12.13 | 阪神         | 3歳新馬              |         | 1人         | 1.4         | 01着 | 芝1600m（良） | 1:39.1 (36.4)     | 幸英明   | （スピードマニア）     |
| 1999.01.10 | 京都         | 福寿草特別           | 500万下 | 2人         | 2.8         | 02着 | 芝2000m（良） | 2:02.2 (35.4)     | 武豊     | スリリングサンデー     |
| 0000.01.30 | 京都         | つばき賞             | 500万下 | 1人         | 1.2         | 01着 | 芝2000m（良） | 2:02.0 (35.8)     | 武豊     | （タヤスタモツ）       |
| 0000.03.20 | 阪神         | アネモネS            | OP      | 1人         | 1.4         | 03着 | 芝1400m（重） | 1:25.6 (39.0)     | 武豊     | ハギノスプレンダー     |
| 0000.04.11 | 阪神         | 桜花賞               | GI      | 5人         | 9.4         | 03着 | 芝1600m（良） | 1:35.9 (36.9)     | 幸英明   | プリモディーネ         |
| 0000.05.30 | 東京         | 優駿牝馬             | GI      | 1人         | 3.6         | 02着 | 芝2400m（良） | 2:26.9 (35.1)     | 武豊     | ウメノファイバー       |
| 0000.09.26 | 阪神         | ローズS              | GII     | 1人         | 1.4         | 04着 | 芝2000m（良） | 2:01.0 (35.9)     | 武豊     | ヒシピナクル           |
| 0000.10.24 | 京都         | 秋華賞               | GI      | 1人         | 3.3         | 13着 | 芝2000m（良） | 2:01.0 (37.9)     | 武豊     | ブゼンキャンドル       |
| 2000.06.11 | 東京         | エプソムカップ       | GIII    | 3人         | 7.0         | 05着 | 芝1800m（不） | 1:50.1 (37.5)     | 蛯名正義 | アメリカンボス         |
| 0000.07.09 | 阪神         | マーメイドS          | GIII    | 1人         | 2.8         | 02着 | 芝2000m（良） | 1:59.1 (36.0)     | 幸英明   | フサイチエアデール     |
| 0000.08.13 | 札幌         | クイーンS            | GIII    | 1人         | 1.8         | 01着 | 芝1800m（良） | 1:46.8 (35.5)     | 藤田伸二 | （エイダイクイン）     |
| 0000.10.15 | 東京         | 府中牝馬S            | GIII    | 1人         | 2.7         | 01着 | 芝1800m（良） | 1:48.3 (33.5)     | 四位洋文 | （ハイフレンドコード） |
| 0000.11.12 | 京都         | エリザベス女王杯     | GI      | 2人         | 3.1         | 04着 | 芝2200m（良） | 2:13.4 (34.5)     | 四位洋文 | ファレノプシス         |
| 0000.12.17 | 阪神         | 阪神牝馬特別         | GII     | 3人         | 4.3         | 01着 | 芝1600m（良） | 1:33.8 (35.1)     | 四位洋文 | （タイキダイヤ）       |
| 2001.02.18 | 東京         | フェブラリーS        | GI      | 4人         | 6.1         | 03着 | ダ1600m（良） | 1:35.8 (36.6)     | 武豊     | ノボトゥルー           |
| 0000.03.24 | ナドアルシバ | ドバイワールドカップ | G1      | －          | －          | 02着 | ダ2000m（－） | 2:00.4（－）      | 武豊     | Captain Steve          |
| 0000.11.11 | 京都         | エリザベス女王杯     | GI      | 4人         | 5.9         | 01着 | 芝2200m（良） | 2:11.2 (33.9)     | 武豊     | （ローズバド）         |
| 0000.11.25 | 東京         | ジャパンカップ       | GI      | 11人        | 34.1        | 14着 | 芝2400m（良） | 2:30.5 (42.4)     | 四位洋文 | ジャングルポケット     |
| 0000.12.23 | 中山         | 有馬記念             | GI      | 6人         | 17.7        | 03着 | 芝2500m（良） | 2:33.3 (34.8)     | 武豊     | マンハッタンカフェ     |
| 2002.02.17 | 東京         | フェブラリーS        | GI      | 3人         | 5.4         | 04着 | ダ1600m（良） | 1:35.5 (36.6)     | 武豊     | アグネスデジタル       |
| 0000.03.23 | ナドアルシバ | ドバイワールドカップ | G1      | －          | －          | 11着 | ダ2000m（－） | 2:01.2（－）      | O.ペリエ | Street Cry             |

## 繁殖牝馬時代
2002年春よりノーザンファームで繁殖入りした。
2006年7月11日、ノーザンホースパークで行われたセレクトセールで、2006年生まれの産駒が6億円（お台8000万円〜）という日本最高額かつ牝馬世界最高額で取引され話題となった（競走馬登録はされず未出走のまま繁殖入りし、ディナシーという繁殖名をつけられた）。
2007年2月8日、2番仔となるアゲヒバリが船橋競馬場で行われた3歳未出走未受賞（ダート1500メートル、9頭立て）でデビュー。石崎駿騎乗で単勝1.1倍の圧倒的1番人気に推され、3馬身差で勝利した。その後は4月のナイスビット特別で2勝目を挙げ、東京プリンセス賞で4着、そして関東オークスでは両親ともに騎乗経験のある武豊が騎乗したが11着で、2008年3月6日の草萌特別で1着となったのを最後に3月21日付で地方競馬の競走馬登録を抹消され繁殖入りが発表された。繁殖入り後はメドウラーク（2011年産。七夕賞、阪神ジャンプステークス）、ダノンディスタンス（2014年産。京都新聞杯3着）、リオンリオン（2016年産。青葉賞、セントライト記念）といった重賞優勝馬・入着馬を産んでいる。
2010年3月14日、4番仔となるトゥザグローリーが阪神競馬6日目第5競走の3歳新馬でデビュー。圧倒的1番人気に推され、産駒初の中央競馬での勝利を飾った。本馬は春のクラシック戦線で東京優駿まで駒を進め（7着）、2010年12月11日、中日新聞杯で産駒による重賞初勝利を飾った。その後も京都記念、日経賞、日経新春杯、鳴尾記念といった重賞を制し、また有馬記念では2年連続3着の成績を残している。
2017年9月16日付で用途変更となり繁殖を引退した。その後はリードホースとなり、引き続きノーザンファームで繋養されていたが、2023年5月14日に老衰のため死亡した。27歳没。

## 繁殖成績
| 生年   | 馬名                     | 毛色 | 父                  | 性 | 厩舎                           | 馬主                           | 戦績・用途                                                            |
| ------ | ------------------------ | ---- | ------------------- | -- | ------------------------------ | ------------------------------ | --------------------------------------------------------------------- |
| 2003年 | トゥザヴィクトリーの2003 | 芦毛 | *クロフネ           | 牡 | -                              | -                              | （死亡）                                                              |
| 2004年 | アゲヒバリ               | 芦毛 | *クロフネ           | 牝 | 船橋・川島正行                 | 吉田俊介                       | 9戦4勝 （繁殖）                                                       |
| 2005年 | （不受胎）               |      | フォーティナイナー  |    |                                |                                |                                                                       |
| 2006年 | ディナシー               | 鹿毛 | キングカメハメハ    | 牝 | -                              | 山本英俊                       | 不出走 （繁殖）                                                       |
| 2007年 | トゥザグローリー         | 鹿毛 | キングカメハメハ    | 牡 | 栗東・池江泰郎 →栗東・池江泰寿 | （有）キャロットファーム       | 33戦8勝 中日新聞杯、京都記念、日経賞、日経新春杯、鳴尾記念 （種牡馬） |
| 2008年 | プルスウルトラ           | 鹿毛 | *シンボリクリスエス | 牡 | 栗東・池江泰寿                 | 金子真人ホールディングス（株） | 3戦1勝 （乗馬）                                                       |
| 2009年 | トゥザハピネス           | 鹿毛 | *シンボリクリスエス | 牝 | -                              | （有）キャロットファーム       | 不出走 （繁殖）                                                       |
| 2010年 | トゥザレジェンド         | 栗毛 | キングカメハメハ    | 牝 | 栗東・池江泰寿                 | （有）キャロットファーム       | 19戦5勝 （繁殖）                                                      |
| 2011年 | トゥザワールド           | 鹿毛 | キングカメハメハ    | 牡 | 栗東・池江泰寿                 | （有）キャロットファーム       | 12戦4勝 弥生賞 （種牡馬）                                             |
| 2012年 | トーセンビクトリー       | 鹿毛 | キングカメハメハ    | 牝 | 栗東・角居勝彦 →栗東・中竹和也 | 島川隆哉                       | 30戦6勝 中山牝馬ステークス （繁殖）                                   |
| 2013年 | （流産）                 |      | キングカメハメハ    |    |                                |                                |                                                                       |
| 2014年 | トゥザクラウン           | 鹿毛 | キングカメハメハ    | 牡 | 栗東・池江泰寿                 | （有）キャロットファーム       | 20戦5勝 （乗馬）                                                      |
| 2015年 | トゥザフロンティア       | 鹿毛 | ロードカナロア      | 牡 | 栗東・池江泰寿                 | （有）キャロットファーム       | 20戦3勝 （乗馬）                                                      |
| 2016年 | （流産）                 |      | キングカメハメハ    |    |                                |                                |                                                                       |
| 2017年 | （不受胎）               |      | ロードカナロア      |    |                                |                                |                                                                       |
| 2018年 | （不受胎）               |      | ロードカナロア      |    |                                |                                |                                                                       |

## 血統表
| トゥザヴィクトリーの血統            | トゥザヴィクトリーの血統                 | トゥザヴィクトリーの血統                 | （血統表の出典）                         | （血統表の出典） |
| 父系                                | サンデーサイレンス系（ヘイロー系）       | サンデーサイレンス系（ヘイロー系）       | サンデーサイレンス系（ヘイロー系）       |                  |
| 父 * サンデーサイレンス 1986 青鹿毛 | 父の父Halo 1969 黒鹿毛                   | Hail to Reason                           | Turn-to                                  | Turn-to          |
| 父 * サンデーサイレンス 1986 青鹿毛 | 父の父Halo 1969 黒鹿毛                   | Hail to Reason                           | Nothirdchance                            |                  |
| 父 * サンデーサイレンス 1986 青鹿毛 | 父の父Halo 1969 黒鹿毛                   | Cosmah                                   | Cosmic Bomb                              | Cosmic Bomb      |
| 父 * サンデーサイレンス 1986 青鹿毛 | 父の父Halo 1969 黒鹿毛                   | Cosmah                                   | Almahmoud                                |                  |
| 父 * サンデーサイレンス 1986 青鹿毛 | 父の母Wishing Well 1975 鹿毛             | Understanding                            | Promised Land                            | Promised Land    |
| 父 * サンデーサイレンス 1986 青鹿毛 | 父の母Wishing Well 1975 鹿毛             | Understanding                            | Pretty Ways                              |                  |
| 父 * サンデーサイレンス 1986 青鹿毛 | 父の母Wishing Well 1975 鹿毛             | Mountain Flower                          | Montparnasse                             | Montparnasse     |
| 父 * サンデーサイレンス 1986 青鹿毛 | 父の母Wishing Well 1975 鹿毛             | Mountain Flower                          | Edelweiss                                |                  |
| 母 * フェアリードール 1991 栗毛     | 母の父Nureyev 1977 鹿毛                  | Northern Dancer                          | Nearctic                                 | Nearctic         |
| 母 * フェアリードール 1991 栗毛     | 母の父Nureyev 1977 鹿毛                  | Northern Dancer                          | Natalma                                  |                  |
| 母 * フェアリードール 1991 栗毛     | 母の父Nureyev 1977 鹿毛                  | Special                                  | Forli                                    | Forli            |
| 母 * フェアリードール 1991 栗毛     | 母の父Nureyev 1977 鹿毛                  | Special                                  | Thong                                    |                  |
| 母 * フェアリードール 1991 栗毛     | 母の母Dream Deal 1986 栗毛               | Sharpen Up                               | *エタン                                  | *エタン          |
| 母 * フェアリードール 1991 栗毛     | 母の母Dream Deal 1986 栗毛               | Sharpen Up                               | Rocchetta                                |                  |
| 母 * フェアリードール 1991 栗毛     | 母の母Dream Deal 1986 栗毛               | Likely Exchange                          | Terrible Tiger                           | Terrible Tiger   |
| 母 * フェアリードール 1991 栗毛     | 母の母Dream Deal 1986 栗毛               | Likely Exchange                          | Likely Swap                              |                  |
| 母系(F-No.)                         | フェアリードール系(FN:9-f)               | フェアリードール系(FN:9-f)               | フェアリードール系(FN:9-f)               | [ § 2 ]          |
| 5代内の近親交配                     | Almahmoud 4×5、Native Dancer 5･5（母内） | Almahmoud 4×5、Native Dancer 5･5（母内） | Almahmoud 4×5、Native Dancer 5･5（母内） | [ § 3 ]          |
| 出典                                | 1. 2. 3.                                 | 1. 2. 3.                                 | 1. 2. 3.                                 | 1. 2. 3.         |

- 全妹にクイーン賞勝ち馬のビーポジティブ、全弟に重賞3勝のサイレントディールがいる。
- 姪にデニムアンドルビー、フェアリーポルカ、ラーゴブルー、オウケンビリーヴがいる。
- そのほかの近親にJBCレディスクラシック勝ち馬のアンモシエラがいる。